# Lynwood (Kalifornien)
Lynwood ist eine Stadt im Los Angeles County im Bundesstaat Kalifornien der Vereinigten Staaten.
Das U.S. Census Bureau hat bei der Volkszählung 2020 eine Einwohnerzahl von 67.265 ermittelt.

## Geographie
Das Stadtgebiet hat eine Größe von 12,6 km².

## Chronik
Das Gefängnis von Lynwood kam unter anderem dadurch in die Medien, weil Prominente wie Paris Hilton, Nicole Richie, Lindsay Lohan und Michelle Rodríguez hier ihre Haftstrafen nach diversen Vergehen abbüßten.

## Städtepartnerschaften
- Talpa de Allende, Mexiko
- Aguascalientes, Mexiko
- Zacatecas, Mexiko

## Persönlichkeiten
Söhne und Töchter
- Rick Adelman (* 1946), Basketballtrainer
- Kenjon Barner (* 1989), American-Football-Spieler
- Kevin Costner (* 1955), Schauspieler, Produzent und Regisseur
- Bradley Heithold (* 1956), Generalleutnant der United States Air Force
- Mark Hughes (1956–2000), Geschäftsmann und Unternehmer
- Jesse James (* 1969), Chef von West Coast Choppers, Moderator der Sendung Motorcycle Mania, Ex-Ehepartner von Sandra Bullock
- Efraim Trujillo (* 1969), Jazzmusiker
- Brianna Morgan (* 1994), Tennisspielerin
- Shane Mosley (* 1971), Profiboxer
- Cristine Rose (* 1951), Schauspielerin
- Dana Shrader (* 1956), Schwimmerin
- Lynn Skrifvars (* 1951), Schwimmerin
- Steve Smith (* 1979), American-Football-Spieler
- Leon White (1955–2018), American-Football-Spieler und Wrestler („Big Van Vader“)
- Venus Williams (* 1980), Tennisspielerin
- Weird Al Yankovic (* 1959), Musiker, Parodist und Akkordeon-Spieler